# Jennie Lee
Jennie Lee (nascida Mary Jane Lee; 4 de setembro de 1848 — 5 de agosto de 1925) foi uma atriz norte-americana da era do cinema mudo.
Jennie Lee apareceu em 58 filmes entre 1912 e 1924, trabalhando especialmente em partes da personagem sob a direção de John Ford e D. W. Griffith. Ela começou sua carreira no teatro aos nove anos de idade e passou a apoiar atores como John Edward McCullough, Joseph Jefferson, Edwin Booth e Helena Modjeska. Lee e seu marido, o ator William Courtright, atuaram juntos em Intolerância (1916), de Griffith.